# بی.اف. زیدمن
بی. اف. زیدمن (انگلیسی: B. F. Zeidman؛ ‏ ۴ اکتبر ۱۸۹۶ – ۷ اوت ۱۹۷۰) تهیه‌کننده فیلم، بازیگر، تدوین‌گر اهل ایالات متحده آمریکا بود.
از فیلم‌هایی که وی در آن‌ها نقش داشته‌است، می‌توان به هیچ‌چیز بجز دردسر، سربازان نیروی هوایی و تازه ازدواج‌کرده اشاره نمود.